# El Carmen de Atrato
El Carmen de Atrato är en kommun i Colombia.   Den ligger i departementet Chocó, i den nordvästra delen av landet, 280 km nordväst om huvudstaden Bogotá. Antalet invånare är 11 849.